# Бабилон (Нью-Йорк)
Бабилон (англ. Babylon) — місто (англ. town) в США, в окрузі Саффолк штату Нью-Йорк. Населення — 218 223 особи (2020).

## Демографія
Згідно з переписом 2010 року, у місті мешкали 213 603 особи в 70 894 домогосподарствах у складі 51 773 родин. Було 74233 помешкання
Расовий склад населення:
| - 71,7 % — білих - 16,3 % — чорних або афроамериканців - 3,1 % — азіатів - 0,3 % — корінних американців - 5,9 % — осіб інших рас |

До двох чи більше рас належало 2,7 %. Частка іспаномовних становила 16,8 % від усіх жителів.
За віковим діапазоном населення розподілялося таким чином: 23,1 % — особи молодші 18 років, 63,7 % — особи у віці 18—64 років, 13,2 % — особи у віці 65 років та старші. Медіана віку мешканця становила 39,2 року. На 100 осіб жіночої статі у місті припадало 93,7 чоловіків;  на 100 жінок у віці від 18 років та старших — 90,6 чоловіків також старших 18 років.
Середній дохід на одне домашнє господарство  становив 102 521 долар США (медіана — 86 339), а середній дохід на одну сім'ю — 113 715 доларів (медіана — 98 902). Медіана доходів становила 57 411 долар для чоловіків та 48 537 доларів для жінок. За межею бідності перебувало 7,4 % осіб, у тому числі 9,5 % дітей у віці до 18 років та 7,5 % осіб у віці 65 років та старших.
Цивільне працевлаштоване населення становило 109 332 особи. Основні галузі зайнятості: освіта, охорона здоров'я та соціальна допомога — 24,9 %, роздрібна торгівля — 12,7 %, науковці, спеціалісти, менеджери — 10,7 %.